# Oparara karamea
Oparara karamea là một loài nhện trong họ Amphinectidae. Loài này phân bố ở New Zealand.